# CS Universitatea Cluj-Napoca
CS Universitatea Cluj-Napoca er en rumænsk kvindehåndboldklub fra byen Cluj-Napoca i Rumænien. Klubben holder til i Polyvalent Hall.